# Asłanczerij Tchakuszynow
Asłanczerij Kitowicz Tchakuszynow (ros. Асланчерий Китович Тхакушинов, ur. 12 lipca 1947 w Uliap, w rejonie krasnogwardiejskim w Adygei) – rosyjski polityk, działacz państwowy, socjolog, prezydent Adygei od 13 grudnia 2007.

## Życiorys
W 1970 ukończył studia na Wydziale Filologicznym, a siedem lat później na Wydziale Wychowania Fizycznego Adygejskiego Państwowego Instytutu Pedagogicznego. W 1995 uzyskał stopień doktora nauk socjologicznych na Moskiewskim Uniwersytecie Państwowym.
Od 1971 do 1983 pracował na kierowniczych stanowiskach w systemie sportu i kultury fizycznej w Adygei. W kolejnych latach pełnił funkcje: dyrektora szkoły zawodowo-technicznej w Majkopie oraz generalnego dyrektora Zjednoczenia Zawodowo-Technicznych i Średnich-Specjalnych Instytucji Oświatowych. W 1993 objął funkcję rektora Państwowego Instytutu Technologicznego w Majkopie.
W latach 80. zasiadał w Miejskiej Radzie Deputowanych Ludowych w Majkopie. W 1990 został wybrany na deputowanego Obwodowej Rady Deputowanych Ludowych Adygei. W latach 90. zasiadał w Radzie Najwyższej Adygei, przewodniczył Komisji ds. Nauki, Oświaty, Kultury i Młodzieży.
W 2002 kandydował w wyborach na urząd prezydenta Adygei. Uzyskał 2,6% głosów. 6 grudnia 2006 prezydent Rosji Władimir Putin przedstawił Radzie Państwowej Adygei jego kandydaturę na stanowisko prezydenta republiki. 13 grudnia Rada zaakceptowała jego kandydaturę.  Obowiązki prezydenta objął 13 stycznia 2007. 7 grudnia 2011 prezydent Rosji Dmitrij Miedwiediew przedstawił Radzie Państwowej Adygei jego kandydaturę na stanowisko prezydenta republiki.  Obowiązki prezydenta objął 13 stycznia 2012.